# Diepzee-prijs
De Diepzee-prijs is een prijs die werd uitgereikt aan door havo- en vwo-scholieren gekozen schrijvers. De prijs werd eens in de drie jaar uitgereikt en beschikbaar gesteld door het literaire tijdschrift Diepzee van uitgeverij Wolters-Noordhoff. Na 1993 is de prijs niet meer toegekend.

## Gelauwerden
- 1986 - Harry Mulisch
- 1989 - J. Bernlef
- 1993 - Tim Krabbé